# Broughton, Scottish Borders
Broughton är en by på Biggar Water i Scottish Borders, Skottland. Byn är belägen 18 km 
från Peebles. Det var hem till mamman till John Buchan. Orten har 182 invånare (1971).